# جيليان بيفان
جيليان بيفان (بالإنجليزية: Gillian Bevan)‏ هي ممثلة بريطانية، ولدت في 13 فبراير 1956 في ستوكبورت في المملكة المتحدة.

## وصلات خارجية
- جيليان بيفان على موقع IMDb (الإنجليزية)
- جيليان بيفان على موقع قاعدة بيانات الفيلم (الإنجليزية)